# Salicornia leiopserma
Salicornia leiopserma är en amarantväxtart som beskrevs av Gram. Salicornia leiopserma ingår i släktet glasörter, och familjen amarantväxter. Inga underarter finns listade i Catalogue of Life.